# Заможне (Кременчуцький район)
Замо́жне (до 1964 Броварки) —  село в Україні, у Глобинській міській громаді Кременчуцького району Полтавської області. Населення становить на 1 січня 2011 року становить 533 осіб.

## Географія
Село розташоване на правому березі річки Псел за 50 км від районного центру м. Кременчук, вище за течією на відстані 1 км розташовано село Глибоке, нижче за течією на відстані 8 км розташовано село Манжелія.
В околицях села розташовані два об'єкти місцевого значення природно-заповідного фонду Полтавської області: ботанічний заказник «Глибочанський» та ландшафтний заказник «Заможненський», — а на 1,5 км нижче за течією також лежить ландшафтний заказник місцевого значення «Псільський».

## Історія

### Виникнення
Село Заможне (стара назва Броварки) — одне із давніх поселень краю, що вже в середині 17 століття було містечком. Перша письмова згадка про село датується 1641 роком. Назва села за однією із легенд виникла від прізвища пана Броваря, який проживав на території села, за іншою — від слів «броварня» (очевидно хтось володів броварнею).
У травні 1658 року Броварки зазнали нападу кримських татар — союзників гетьмана Івана Виговського (він запросив татар для боротьби з повстанцями на чолі з Полтавським полковником Мартином Пушкарем) і були зруйновані дощенту. Частину жителів вороги вбили, частину забрали в полон.
У 1688 році Миргородський полковник Данило Апостол видав універсал на володіння селом Броварки Говтвянської сотні Миргородського полку судді цього полку, пізніше наказному полковнику Матвієві Остроградському.

### XVIII сторіччя
На час перепису 1726 р. у останнього тут було 93 двори, а в 1729 р. — 105 дворів селян-кріпаків. Царською грамотою від 17(30) травня 1731 р. підтверджено володіння за Остроградським. Син М. Остроградського — Ф. М. Остроградський був учасником Прутського походу 1711 р. У 1723-1735 рр. — говтвянський сотник, підписував 1723 року Коломацькі чолобитні гетьмана Лівобережної України П. Л. Полуботка, з 1735 р. був миргородським полковником, суддею замість свого батька, у 1737 р. відбивав татар від Говтви. 1739 р. брав участь у Хотинському поході, з 1752 по 1768 р. був миргородським полковником. 9(20) лютого 1728 р. одержав від Данила Апостола гетьманський універсал на ряд сіл, у тому числі Броварках — 32 хати.
Григорій Матвійович Остроградський — сотник Омельницької сотні Миргородського полку з 1760 року бунчуковий товариш володів у Броварках Говтвянської сотні 40 хатами селян-кріпаків, а військовий товариш Іван Іванович Остроградський з братом Володимиром Івановичем мали тут 37 хат кріпаків (1760 р.).
На час перепису 1781 р. в селі Броварки Говтвянської сотні Миргородського полку налічувалося 100 хат, у тому числі козаків виборних — 19, селян-посполитих і підсусідків — 81, проживали тут 2 представники дворянства та 2 духовенства і церковнослужителів. З кінця того року з ліквідацією полкового устрою й утворенням намісництв, Броварки віднесені до Говтвянського повіту Київського намісництва. У 1787 р. у селі було 396 чол. (душ) жителів — різного звання: казенні люди, козаки та власників — поручника Івана, сотника Володимира і капітана Івана Остроградських.
Наприкінці XVIII —у першій половині XIX ст. у селі Броварки, яке з 1796 р. входило до складу Кременчуцького повіту Малоросійської губернії, а з 1802 р. — того ж повіту Полтавської губернії, були володіння поміщиків М. І. Остроградського (сина І. В. Остроградського), кременчуцького повітового предводителя та його брата Б. І. Остроградського (батька відомого українського вченого-математика М. В. Остроградського). В. І. Остроградський з 1794 р. жив у Броварках постійно і разом з братом мав при Броварках та селі Попівці 249 душ кріпаків чоловічої статі й 1000 десятин землі. Був тут наприкінці 18 ст. і маєток П. Г. Остроградського — говтвянського повітового судді, потім голови Катеринославського губернського магістрату, козацького радника.

### XIX сторіччя
За даними 10-ї ревізії (перепису) 1859 р. записане село власницьке Броварки Кременчуцького повіту, біля річки Псел за 50 верств від Кременчука, дворів 99, населення 795 чоловік, з них чоловіків — 379, жінок — 416, і православна церква в селі.
Після реформи 1861 р. кріпаки М. та В. Остроградських — 39 дворів, 109 ревізьких душ (чоловічої статі) та 3 дворових на викуп перейшли з 1868 р. За 154 десятин землі, одержаної в наділ, вони протягом 49 років повинні були виплачувати щорічно по 353 крб. 68 коп. викупних платежів. Кріпаки В. Філіппової та У. Троїцької — 12 дворів, 17 домогосподарів, 35 ревізьких душ та 11 дворових перейшли на викуп лише з 1883 р. За 59 десятин 1104 квадратних сажні одержаної землі — вони сплачували за той же час 136 крб. 48 коп.
З 1860-х років село увійшло до складу Манжеліївської волості Кременчуцького повіту. Троїцька дерев'яна церква в одній зв'язці з дзвіницею була збудована в Броварках 1795 р. 1864 р. замість старої споруджена нова. При ній існувала церковна бібліотека. У 1883 році відкрито Броварківське (Броварківське Перше) земське училище. Уже в першій половині 90-х років 19 ст. тут працював земський лікар, була крамниця. На час перепису 1900 р. в Броварках було дві сільські общини (громади): 1) казенних селян — дворів 36, домогосподарів — 51, населення — 285 чол., з них чоловіків — 141, жінок — 144; 2) селян-власників (колишніх кріпаків) до якої відносилися й селяни хутора Глибока: всього селян-власників Броварок — 101 двір, населення 448 чол., з них чоловіків — 210, жінок — 238. На хуторі Глибока — 26 дворів, населення 176 чол., з них чоловіків — 83, жінок — 93.
У 1910 р. в Броварках показано 230 господарств (імовірно в межі села включено прилеглі хутори), у тому числі козаків — 18, селян — 206, інших непривілейованих — 2, привілейованих — 4. Населення — 1423 чол., землі — 1184 десятин, у тому числі орної — 914 десятин. Був і паровий млин з просорушкою.
Значне збільшення кількості населення після скасування кріпосного права призвело до швидкого збезземелення селянства. Про тодішнє становище в селі свідчить «приговор» бідняків 1-ї громади села Броварок представлений в Кременчуцьку повітову землевпорядну комісію (селяни писали, що вони ніякої землі крім садиби не мають, живуть на «невдобах» та по ярах. Поміщики не дають збирати хліб за сніп хоча б і дорогий, не дають і землі бідним за відробіток. «Ми дожилися до злиднів, не можемо дістати заробітку, щоб забезпечити свої сім'ї».

### Радянська окупація
Радянську окупація розпочалась у січні 1918 року, остаточно після поразки денікінців — у грудні 1919 р. З встановленням радянської влади село стало центром сільської ради. 7 березня 1923 року увійшло до складу Манжеліївського району Кременчуцького округу. На 7 вересня того року в Броварках проживало 1465 осіб, а по сільраді (до якої входили тоді ще невеликі села та хутори: Галаганівщина, Глибоке, Княжівка (Князівна), (Корніївна) — 2202 чол. У 1928 р. з ліквідацією Манжеліївського району й утворенням Великокринківського району Броварки віднесено до останнього.
За переписом 1939 р. на вищевказаній території Броварківської сільради проживало лише 1230 чол. Різке зменшення кількості жителів — наслідки огульного розкуркулення та виселення цілих сімей за межі району і голоду 1932—1933 років.
Під час німецько-нацистської окупації (13 вересня 1941 р. — 26 вересня 1943 р.) стратили 16 жителів села в тому числі у Глибокому страчено 6, у Князівці — 2 чол, вивезені на примусові роботи до Німеччини 140 чол. На фронтах Другої світової війни загинуло або пропало безвісти 227 жителів села.
30 грудня 1962 р. Броварки віднесено до Глобинського району. З липня 1959 р. до 70-х років село підпорядковувалося Федорівській сільській раді. З 1964 року носить назву Заможне. В 1970 році утворена Заможненська сільська рада, якій підпорядковані також села Глибоке, Глушкове Перше та Глушкове Друге.

### Роки незалежності
З 2000 року село Глушкове Перше не існує.
12 червня 2020 року, відповідно до розпорядження Кабінету Міністрів України № 721-р «Про визначення адміністративних центрів та затвердження територій територіальних громад Полтавської області», село увійшло до складу Глобинської міської громади.
19 липня 2020 року, в результаті адміністративно - територіальної реформи та ліквідації Глобинського району, село увійшло до складу новоутвореного Кременчуцького району.

## Населення
Населення станом на 1 січня 2011 року становить 457 особи.
- 1726 — 93 двори
- 1729 — 105 дворів
- 1728 — 32 хати
- 1787 — 396
- 1859 — 795, 99 дворів
- 1910 — 1423 (імовірно з прилеглими хуторами)
- 1923 — 1465
- 2001 — 533
- 2011 — 457

### Мова
Розподіл населення за рідною мовою за даними перепису 2001 року:
| Мова       | Кількість | Відсоток |
| ---------- | --------- | -------- |
| українська | 519       | 97.37%   |
| російська  | 13        | 2.44%    |
| вірменська | 1         | 0.19%    |
| Усього     | 533       | 100%     |

## Освіта
На території села працює Заможненська загальноосвітня школа І—ІІ ступенів (директор — Мовчан Юрій Вікторович.

## Медицина
Діє Заможненський фельдшерсько-акушерський пункт (завідувачка ФАПу — Луцик Алла Григорівна

## Культура
Є два заклади культури:
- Сільський будинок культури, директор — Каранда Любов Всеволодівна
- Бібліотека, завідувачка — Бондарьова Валентина Олексіївна

## Архітектурні, історичні та археологічні пам'ятки
У с. Заможне знаходиться братська могила радянських воїнів (у вересні 1943 р. під час визволення села загинуло 6 воїнів 80-ї гвардійсько-стрілецької дивізії 21-го гвардійсько-стрілецького корпусу).
В 1958 р. встановлений пам'ятник загиблим воїнам, поруч із яким на бетонній стелі, на 12 мармурових дошках викарбувано прізвища односельців, які полягли на фронтах Другої світової війни (пам'ятник реставровано у 1980-ті та 2011 роках).

## Особистості
Вихідцями із села є:
- Остроградський Орест Іванович (нар.1868 — пом.1915) — правознавець, професор фінансового права в Дерптському (Тартуському) університеті в 1895—1913 роках.
- Удовиченко Петро Платонович (нар.1914 — пом.1992) — колишній міністр освіти УРСР (1967—1971 роки), кандидат історичних наук, доцент, академік Академії педагогічних наук.
- Данішев Степан Остапович (нар.1900 — пом.1968) — заслужений працівник культури УРСР, голова науково-методичної ради по пропаганді суспільно-політичних знань при правлінні Полтавської обласної організації товариства «Знання», заступник голови правління, доцент Полтавського державного педагогічного інституту ім. В. Г. Короленка.
- Данішев Василь Остапович — командир партизанського загону в роки Другої світової війни.